# Лубенцов Василь Микитович
Васил́ь Мики́тович Лубенцо́в (* 25 квітня 1886, Єлисаветград — † 2 вересня 1975, Москва) — український співак (бас). Соліст Одеського оперного театру. Володів глибоким рівним голосом м'якого тембру широкого діапазону та комедійною обдарованістю.
З 1937 — народний артист РРФСР.

## Біографія
Народився в сім'ї робітника, з 1893 року родина проживала в Одесі.
Співацькій майстерності навчався на кошти мецената Раллі, 1910 року закінчив Одеське музичне училище — клас Максиміліана Поллі. В часі навчання співав невеликі партії на сцені Одеської опери.
З 1911 року виступає солістом Одеського театру, в 1912—1913 — почергово в Київському та Одеському — антреприза М. Ф. Багрова, з 1913 — в Російській київській опері — до 1923.
1919 брав участь в постановках Українського народного театру Панаса Саксаганського:
- батька Катерини — «Катерина» Т. Г. Шевченка,
- Карась — «Запорожець за Дунаєм» Гулака-Артемовського.

В цьому часі з театром гастролював у Астрахані, Єкатеринбурзі, Куйбишеві, Одесі, Ростові-на-Дону, Саратові, Ярославлі.
У 1923—1951 роках — соліст Большого театру у Москві (Росія), іще до 1961-го там періодично виступав. Останній виступ відбувся 29 листопада 1962 року — партія Варлама. Його репертуар включав близько 60 партій.
Серед виконаних ним партій:
- Рамфіс — «Аїда» Верді,
- Красноперов — «Від всього серця» Є. Мальцева,
- Марсель — «Гугеноти» Д. Мейєрбера,
- Гудал, Пимен — «Демон» А. Рубінштейна,
- Сусанін — «Життя за царя» М. Глінки,
- Раєвський — «Декабристи» В. Золотарьова, Большой театр, перший виконавець,
- Нілаканта — «Лакме» Лео Деліба,
- Борис Тимофійович — «Леді Макбет Мценського повіту», Д. Шостаковича, Большой театр, перший виконавець,
- Гусєв — «Мати»,
- Виборний, Макогоненко — «Наталка Полтавка» М. Лисенка,
- Доктор Смирнов — «Панцерник Потьомкін» О. Чишка,
- Спарафучіле — «Ріголетто» Джузеппе Верді,
- Мельник — «Русалка» О. Даргомижського,
- Дон Базіліо — «Севільський цирульник» Джоакіно Россіні,
- Голова — «Травнева ніч» М. Римського-Корсакова,
- Мефістофель — «Фауст» Шарля Ґуно,
- Іван Хованський — «Хованщина» М. Мусоргського,
- Кончак — «Князь Ігор» О. Бородіна.

Виступав з Валерією Барсовою, Ксенією Держинською, Марією Литвиненко-Вольгемут, Марією Максаковою, Антоніною Неждановою, Надією Обуховою, Володимиром Політковським, Никандром Ханаєвим, Наталією Шпіллер.
Виступав під орудою Миколи Голованова, Михайла Іпполітова-Іванова, Кирила Кондрашина, Альберта Коутса, Олександра Мелік-Пашаєва, Василя Небольсіна, Арія Пазовського, Йозефа Прібіка, Самуїла Самосуда, Вацлава Сука, Лева Штейнберга.
Також виконував романси Миколи Лисенка, Кирила Стеценка, Якова Степового.
Двічі кавалер ордена Трудового Червоного Прапора, лауреат Державної премії СРСР 1951 року — за виконання партії Хованського.